# Izernore
Izernore je francouzská obec v departementu Ain v regionu Auvergne-Rhône-Alpes. V roce 2012 zde žilo 2 309 obyvatel.